# Грациано да Силва, Жозе
Жозе Грациану да Силва (порт. José Graziano da Silva; род. 17 ноября 1949, Эрбана) — бывший Генеральный директор Продовольственной и сельскохозяйственной организации ООН (ФАО).

## Биография
Окончил Высшее аграрное училище имени Луиса ди Кейроса в Пирасикабе Университета Сан-Паулу (1972), бакалавр агроном. Там же получил степень сельскохозяйственного магистра экономики и социологии (1974). Докторскую степень по экономике получил в Государственном университете Кампинаса в 1980 году. Постдок по изучению стран Латинской Америки (University College London) и по окружающей среде (University of California — Santa Cruz).
В 1978—2010 годах преподавал в Государственном университете Кампинас в Бразилии (UNICAMP).
В 2003—2004 годах — чрезвычайный министр продовольственной безопасности Бразилии. Он курировал программу «Искоренение голода» («Fome Zero», «Нулевой голод Архивная копия от 5 июня 2015 на Wayback Machine»), в результате которой за пять лет 28 миллионов человек в Бразилии смогли выбраться из состояния крайней нищеты, а уровень недоедания в стране снизился на 25 %. Затем специальный советник президента Бразилии.
Грациану да Силва пришёл в ФАО в 2006 году как помощник (заместитель) гендиректора ФАО Жака Диуфа и возглавил Региональное отделение ФАО для Латинской Америки и Карибского бассейна Архивная копия от 5 июня 2015 на Wayback Machine.
Вплоть до 2011 года на посту регионального представителя он активно поддерживал инициативу «Латинская Америка и Карибский бассейн без голода», благодаря которой этот регион стал первым регионом в мире, поставившим задачу полностью искоренить голод к 2025 году, и особо отмечал важность семейных фермерских хозяйств, развития сельских территорий, а также укрепления сельских институтов для обеспечения продовольственной безопасности.
26 июня 2011 года избран Генеральным директором ФАО на срок с 1 января 2012 до 31 июля 2015 года, сменив на этом посту Жака Диуфа. Возглавив Организацию, Грациану да Силва поставил задачу превратить ФАО в организацию, опирающуюся на знания и крепко стоящую ногами на земле, сделав акцент на расширение присутствия ФАО на местах и активизацию процесса децентрализации.
4 ноября 2013 года Великий канцлер Национального ордена Бенина г-жа Кубурат Анжорин Оссени возложила на Грациано да Силве знаки великого офицера Национального ордена Бенина в знак признания исключительных заслуг ФАО в деле искоренения голода и недоедания в Бенине. Это звание также стало признанием результатов деятельности этого человека, чьи усилия помогли 28 миллионам бразильцев избавиться от нищеты с помощью программы «Нулевой голод».
6 июня 2015 года, в ходе проведения 39-й Конференции ФАО Грациану да Силва был во второй раз избран на должность Генерального директора на срок с 1 августа 2015 до 31 июля 2019 года.
Грациану да Силва является автором или редактором более 25 книг по вопросам развития сельских территорий, продовольственной безопасности и аграрной экономики, регулярно публикуется в ведущих изданиях, участвует в обсуждении на высоком уровне вопросов продовольственной безопасности и устойчивого развития сельского хозяйства.
Имеет гражданство Бразилии и Италии.

## Награды
- Орден «За заслуги»[словен.] (17 мая 2019 года, Словения)[5]
- Медаль Восточной Республики Уругвай (17 июня 2019 года, Уругвай)[6]